# Opera romantyczna
Opera romantyczna – gatunek opery komponowany w romantyzmie. Opera romantyczna często nawiązywała do podań ludowych i baśni, wykorzystywała elementy fantastyczne oraz tematykę narodową i historyczną. Za twórcę gatunku uważa się Carla Marię von Webera, niemieckiego kompozytora, autora Wolnego strzelca (1821).
Głównymi jej ośrodkami były Francja, Niemcy i Włochy.